# World Badminton Grand Prix 1984
Der World Badminton Grand Prix 1984 war die zweite Auflage des World Badminton Grand Prix. Die Turnierserie bestand aus 13 internationalen Meisterschaften. Die ursprünglich als 14. Turnier angesetzten India Open wurden abgesagt. Zum Abschluss der Serie wurde ein Finale ausgetragen, wobei dort im Gegensatz zur Serie nur in den Einzeldisziplinen mit 12 Herren und 8 Damen gespielt wurde.

## Austragungsorte
| Veranstaltung       | Ort                    | Preisgeld | IBF-Wertungskategorie | Datum         |
| ------------------- | ---------------------- | --------- | --------------------- | ------------- |
| Chinese Taipei Open | Taipeh                 |           | Kategorie 1           | 13.–15.01.    |
| Japan Open          | Tokio                  |           | Kategorie 1           | 19.–22.01.    |
| Scottish Open       | Edinburgh              |           | Kategorie 3           | 27.–29.01.    |
| Dutch Open          | Nieuwegein             |           | Kategorie 3           | 10.–12.02.    |
| German Open         | Duisburg               |           | Kategorie 3           | 01.–04.03.    |
| Denmark Open        | Kopenhagen             |           | Kategorie 2           | 08.–11.03.    |
| Swedish Open        | Malmö                  |           | Kategorie 2           | 15.–18.03.    |
| All England         | London                 |           | Kategorie 1           | 21.–25.03.    |
| Thailand Open       | Bangkok                |           | Kategorie 2           | 04.–08.07.    |
| Malaysia Open       | Ipoh                   |           | Kategorie 1           | 11.–15.07.    |
| Indonesia Open      | Jakarta                |           | Kategorie 1           | 18.–22.07.    |
| Scandinavian Cup    | Randers, Dänemark      |           | Kategorie 2           | 25.–28.10.    |
| Canadian Open       | Ottawa                 |           | Kategorie 2           | 31.10.–03.11. |
| India Open          |                        |           | Kategorie 2           | abgesagt      |
| Grand Prix Finale   | Kuala Lumpur, Malaysia |           | -                     | 12.–16.12.    |

## Die Sieger
| Veranstaltung       | Herreneinzel        | Dameneinzel     | Herrendoppel                       | Damendoppel                   | Mixed                            |
| ------------------- | ------------------- | --------------- | ---------------------------------- | ----------------------------- | -------------------------------- |
| Chinese Taipei Open | Morten Frost        | Ivanna Lie      | Thomas Kihlström Stefan Karlsson   | Gillian Gilks Karen Beckman   | nicht ausgetragen                |
| Japan Open          | Morten Frost        | Zheng Yuli      | Thomas Kihlström Stefan Karlsson   | Gillian Gilks Karen Beckman   | Martin Dew Gillian Gilks         |
| Scottish Open       | Morten Frost        | Sally Podger    | Morten Frost Jesper Helledie       | Barbara Beckett Alison Fulton | Billy Gilliland Gillian Gowers   |
| Dutch Open          | Jens Peter Nierhoff | Helen Troke     | Mark Christiansen Michael Kjeldsen | Gillian Gilks Karen Beckman   | Martin Dew Gillian Gilks         |
| German Open         | Michael Kjeldsen    | Karen Beckman   | Mike Tredgett Martin Dew           | Gillian Gilks Karen Beckman   | Martin Dew Gillian Gilks         |
| Denmark Open        | Morten Frost        | Zheng Yuli      | Li Yongbo Tian Bingyi              | Kim Yun-ja Yoo Sang-hee       | Dipak Tailor Nora Perry          |
| Swedish Open        | Jens Peter Nierhoff | Fumiko Tōkairin | Park Joo-bong Kim Moon-soo         | Kim Yun-ja Yoo Sang-hee       | Thomas Kihlstrøm Maria Bengtsson |
| All England         | Morten Frost        | Li Lingwei      | Rudy Heryanto Hariamanto Kartono   | Lin Ying Wu Dixi              | Martin Dew Gillian Gilks         |
| Thailand Open       | Icuk Sugiarto       | Helen Troke     | Christian Hadinata Hadibowo        | Gillian Gilks Karen Beckman   | nicht ausgetragen                |
| Malaysia Open       | Icuk Sugiarto       | Li Lingwei      | Lee Deuk-choon Kim Moon-soo        | Wu Jianqiu Guan Weizhen       | Martin Dew Gillian Gilks         |
| Indonesia Open      | Lius Pongoh         | Li Lingwei      | Christian Hadinata Hadibowo        | Nora Perry Jane Webster       | Christian Hadinata Ivanna Lie    |
| Scandinavian Cup    | Morten Frost        | Han Aiping      | Zhang Qiang Zhou Jincan            | Lin Ying Wu Dixi              | Martin Dew Gillian Gilks         |
| Canadian Open       | Michael Kjeldsen    | Chen Hong       | Jalani Sidek Razif Sidek           | Gillian Gowers Karen Chapman  | Nigel Tier Gillian Gowers        |
| India Open          | abgesagt            | abgesagt        | abgesagt                           | abgesagt                      | abgesagt                         |
| Grand Prix Finale   | Morten Frost        | Han Aiping      | nicht ausgetragen                  | nicht ausgetragen             | nicht ausgetragen                |